# Rio Itapocuzinho
O rio Itapocuzinho é um curso de água do estado de Santa Catarina, no Brasil. É afluente do rio Itapocu, da bacia hidrográfica secundária sul-sudeste.
Era chamado antigamente também pelos primeiros exploradores de rio Itapocu-Mirim.
Possui como afluentes principais: rio Duas Mamas, rio Braço (Bracinho), rio do Júlio e rio Manso (continuação do leito do rio Itapocuzinho).